# 1996년 하계 올림픽 유도
1996년 하계 올림픽의 유도는 1996년 7월 20일부터 7월 26일까지 미국 애틀랜타 조지아 월드 콩그레스센터 경기장에서 진행되었다. 이 대회에서 북한의 계순희가 84연승의 다무라 료코를 물리치기도 하였다.

## 경기장
애틀랜타에 있는 조지아 월드 콩그레스 센터에서 경기가 열렸다.
| 도시               | 경기장                                                    | 비고    |
| ------------------ | --------------------------------------------------------- | ------- |
| 애틀랜타 (Atlanta) | 조지아 월드 콩그레스 센터 (Georgia World Congress Center) | 전 경기 |

## 세부 종목
남녀 각 7종목씩 총 14종목이 진행되었으며, 세부 종목은 아래와 같다.
| - 남자 종목 - 60kg급 - 65kg급 - 71kg급 - 80kg급 - 90kg급 - 95kg급 - 95kg이상급 | - 여자 종목 - 48kg급 - 52kg급 - 56kg급 - 61kg급 - 66kg급 - 72kg급 - 72kg이상급 |

## 메달리스트

### 남자
| 종목                   | 금                       | 은                                 | 동                             |
| ---------------------- | ------------------------ | ---------------------------------- | ------------------------------ |
| 남자 60kg급 자세히     | 노무라 다다히로 · 일본   | 지롤라모 조비나초 · 이탈리아       | 리하르트 트라우트만 · 독일     |
| 남자 60kg급 자세히     | 노무라 다다히로 · 일본   | 지롤라모 조비나초 · 이탈리아       | 도르지팔라밍 나르망다흐 · 몽골 |
| 남자 65kg급 자세히     | 우도 켈말츠 · 독일       | 나카무라 유키마사 · 일본           | 엔히키 기마랑이스 · 브라질     |
| 남자 65kg급 자세히     | 우도 켈말츠 · 독일       | 나카무라 유키마사 · 일본           | 이스라엘 에르난데스 · 쿠바     |
| 남자 71kg급 자세히     | 나카무라 겐조 · 일본     | 곽대성 · 대한민국                  | 크리스토프 갈리아노 · 프랑스   |
| 남자 71kg급 자세히     | 나카무라 겐조 · 일본     | 곽대성 · 대한민국                  | 지미 페드로 · 미국             |
| 남자 78kg급 자세히     | 자멜 부라 · 프랑스       | 고가 도시히코 · 일본               | 조인철 · 대한민국              |
| 남자 78kg급 자세히     | 자멜 부라 · 프랑스       | 고가 도시히코 · 일본               | 소소리 파르텔리아니 · 조지아   |
| 남자 86kg급 자세히     | 전기영 · 대한민국        | 아르멘 바그다사로프 · 우즈베키스탄 | 마르크 하위징아 · 네덜란드     |
| 남자 86kg급 자세히     | 전기영 · 대한민국        | 아르멘 바그다사로프 · 우즈베키스탄 | 마르코 슈피타카 · 독일         |
| 남자 95kg급 자세히     | 파베우 나스툴라 · 폴란드 | 김민수 · 대한민국                  | 스테판 트레노 · 프랑스         |
| 남자 95kg급 자세히     | 파베우 나스툴라 · 폴란드 | 김민수 · 대한민국                  | 아우렐리우 미게우 · 브라질     |
| 남자 95kg이상급 자세히 | 다비드 두이예 · 프랑스   | 에르네스토 페레스 · 스페인         | 프랑크 묄러 · 독일             |
| 남자 95kg이상급 자세히 | 다비드 두이예 · 프랑스   | 에르네스토 페레스 · 스페인         | 하리 판 바르네벨트 · 벨기에    |

### 여자
| 종목                   | 금                              | 은                         | 동                             |
| ---------------------- | ------------------------------- | -------------------------- | ------------------------------ |
| 여자 48kg급 자세히     | 계순희 · 조선민주주의인민공화국 | 다무라 료코 · 일본         | 아마릴리스 사본 · 쿠바         |
| 여자 48kg급 자세히     | 계순희 · 조선민주주의인민공화국 | 다무라 료코 · 일본         | 욜란다 솔레르 · 스페인         |
| 여자 52kg급 자세히     | 마리클레르 레스투 · 프랑스      | 현숙희 · 대한민국          | 레그나 베르데시아 · 쿠바       |
| 여자 52kg급 자세히     | 마리클레르 레스투 · 프랑스      | 현숙희 · 대한민국          | 스가와라 노리코 · 일본         |
| 여자 56kg급 자세히     | 드리울리스 곤살레스 · 쿠바      | 정선용 · 대한민국          | 이사벨 페르난데스 · 스페인     |
| 여자 56kg급 자세히     | 드리울리스 곤살레스 · 쿠바      | 정선용 · 대한민국          | 마리이자벨 롬바 · 벨기에       |
| 여자 61kg급 자세히     | 에모토 유코 · 일본              | 헬라 판데카베이어 · 벨기에 | 예니 할 · 네덜란드             |
| 여자 61kg급 자세히     | 에모토 유코 · 일본              | 헬라 판데카베이어 · 벨기에 | 정성숙 · 대한민국              |
| 여자 68kg급 자세히     | 조민선 · 대한민국               | 아네타 슈체판스카 · 폴란드 | 클라우디아 즈비르스 · 네덜란드 |
| 여자 68kg급 자세히     | 조민선 · 대한민국               | 아네타 슈체판스카 · 폴란드 | 왕셴보 · 중화인민공화국        |
| 여자 72kg급 자세히     | 윌라 베르브라우크 · 벨기에      | 다나베 요코 · 일본         | 디아데니스 루나 · 쿠바         |
| 여자 72kg급 자세히     | 윌라 베르브라우크 · 벨기에      | 다나베 요코 · 일본         | 일레니아 스카핀 · 이탈리아     |
| 여자 72kg이상급 자세히 | 쑨푸밍 · 중화인민공화국         | 에스텔라 로드리게스 · 쿠바 | 크리스틴 시코 · 프랑스         |
| 여자 72kg이상급 자세히 | 쑨푸밍 · 중화인민공화국         | 에스텔라 로드리게스 · 쿠바 | 요하나 하근 · 독일             |

## 메달 집계

### 최종 순위
| 순위 | 국가                         | 금메달 | 은메달 | 동메달 | 합계 |
| ---- | ---------------------------- | ------ | ------ | ------ | ---- |
| 1    | 일본 (JPN)                   | 3      | 4      | 1      | 8    |
| 2    | 프랑스 (FRA)                 | 3      | 0      | 3      | 6    |
| 3    | 대한민국 (KOR)               | 2      | 4      | 2      | 8    |
| 4    | 쿠바 (CUB)                   | 1      | 1      | 4      | 6    |
| 5    | 벨기에 (BEL)                 | 1      | 1      | 2      | 4    |
| 6    | 폴란드 (POL)                 | 1      | 1      | 0      | 2    |
| 7    | 독일 (GER)                   | 1      | 0      | 4      | 5    |
| 8    | 중화인민공화국 (CHN)         | 1      | 0      | 1      | 2    |
| 9    | 조선민주주의인민공화국 (PRK) | 1      | 0      | 0      | 0    |
| 10   | 스페인 (ESP)                 | 0      | 1      | 2      | 3    |
| 11   | 이탈리아 (ITA)               | 0      | 1      | 1      | 2    |
| 12   | 우즈베키스탄 (UZB)           | 0      | 1      | 0      | 1    |
| 13   | 네덜란드 (NED)               | 0      | 0      | 3      | 3    |
| 14   | 브라질 (BRA)                 | 0      | 0      | 2      | 2    |
| 15   | 조지아 (GEO)                 | 0      | 0      | 1      | 1    |
| 15   | 몽골 (MGL)                   | 0      | 0      | 1      | 1    |
| 15   | 미국 (USA)                   | 0      | 0      | 1      | 1    |
| 합계 | 합계                         | 14     | 14     | 14     | 42   |